# إيلي ستيوارت
إيلي ستيوارت (بالإنجليزية: Ellie Stewart)‏ (2 نوفمبر 1996 بإنجلترا في المملكة المتحدة - ) هي لاعبة كرة قدم بريطانية في مركز الدفاع.

## وصلات خارجية
- إيلي ستيوارت على موقع الاتحاد الأوربي (الإنجليزية)
- إيلي ستيوارت على موقع قاعدة بيانات كرة القدم.إي يو (الإنجليزية)
- إيلي ستيوارت على موقع Soccerway.com (الإنجليزية)